# Z Aurigae
Z Aurigae är en variabel stjärna av typen halvregelbunden (SRD) i stjärnbilden Kusken. 
Stjärnan varierar mellan visuell magnitud +9,3 och 11,5 med en period av 110,3 dygn.